# Salzmannstraße 18 (Magdeburg)

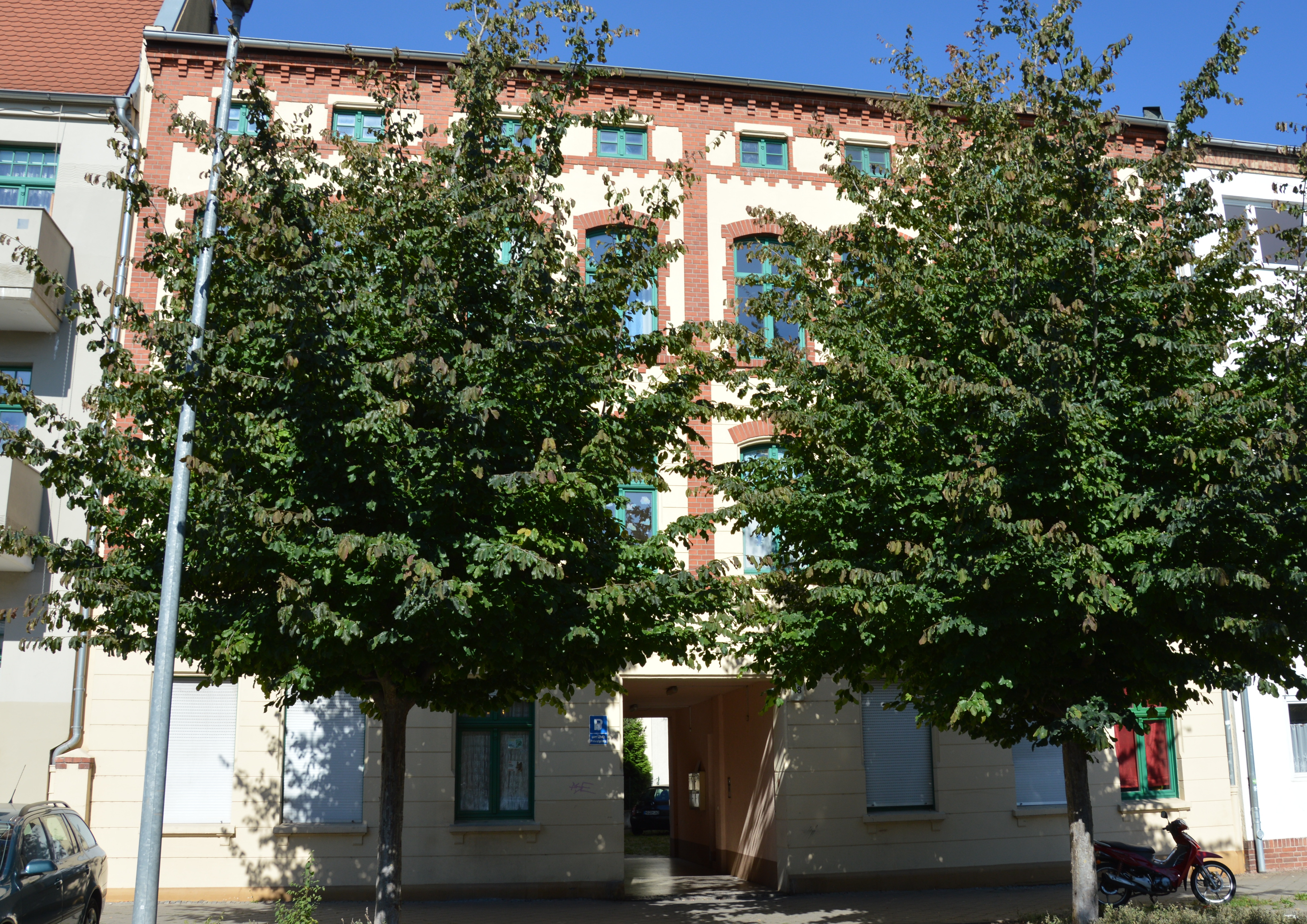
Haus Salzmannstraße 18

Das Haus Salzmannstraße 18 ist ein denkmalgeschütztes Gebäude in Magdeburg in Sachsen-Anhalt.

## Lage
Es befindet sich auf der Westseite der Salzmannstraße im Stadtteil Sudenburg. Südlich grenzt das gleichfalls denkmalgeschützte Haus Salzmannstraße 20, 22.

## Architektur und Geschichte
Das dreieinhalbgeschossige Wohnhaus entstand im Jahr 1903. Architekt, ausführender Maurermeister und Eigentümer war August Kalbow. Der traufständige Bau verfügt über ein Mezzaningeschoss. Darüber hinaus wurden ein Seitenflügel und ein breites Hinterhaus errichtet. Die Fassade ist durch den Einsatz von verputzten und ziegelsichtigen Flächen gegliedert. Am Erdgeschoss und dem ersten Obergeschoss bestehen flache Putzbänder. Vertikal finden sich am ersten und zweiten Obergeschoss rote Ziegelbänder. Die Fensteröffnungen im Erdgeschoss sind als Rechteckfenster, die in den Obergeschossen als Segmentbogenfenster gestaltet.
Das Gebäude gilt als typischer Bau für den Anfang des 20. Jahrhunderts und prägend für das Straßenbild.
Im örtlichen Denkmalverzeichnis ist das Wohnhaus unter der Erfassungsnummer 094 82106 als Baudenkmal verzeichnet.